# Péninsule de Bjorne
La péninsule de Bjorne est une péninsule située sur la côte ouest de l'île d'Ellesmere dans la région de Qikiqtaaluk au Nunavut au Canada. Elle s'étire vers le nord-ouest dans la baie Norwegian à partir de la partie principale de l'île. Il y a un étroit isthme, nommé Goose Point, qui s'étend au nord-ouest de la péninsule.

## Annexe